# Аланд, Курт
Курт А́ланд (нем. Kurt Aland; 28 марта 1915 года, Берлин, — 13 апреля 1994 года, Мюнстер) — немецкий евангелический теолог, экзегет, специалист по церковной истории и текстологии Нового Завета. Профессор Вестфальского университета имени Вильгельма в Мюнстере.

## Биография
Родился в семье рабочих. В 1933 году поступил в Берлинский университет им. В. Гумбольдта, где изучал теологию, филологию, археологию и историю. В 1938 году сдал экзамен по теологии не в самом университете, а в так называемой Исповедующей церкви (ветви Евангелической церкви Германии, оказывавшей сопротивление нацистскому режиму), к которой он примкнул в 1935 году. В Исповедующей церкви Аланд участвовал в издании журнала «Молодая церковь». В 1939 году он защищает лиценциат по теологии под руководством профессора церковной истории Ханса Лицманна (1875—1942).
В 1939 году был призван на военную службу, в 1940 году получил тяжелое ранение во Франции, а уже в следующем году демобилизовался. В том же году стал главным редактором «Богословской литературной газеты» («Theologische Literaturzeitung»), публиковавшей рецензии на книги и статьи по теологии. В 1941 году защитил докторскую диссертацию. В 1944 году становится пастором Евангелической церкви Германии. В 1946 году в советской оккупационной зоне был назначен экстраординарным профессором богословского факультета Берлинского университета. С 1947 года помимо преподавания в Берлинском университете возглавляет профессорскую кафедру Университета Галле. В 1950 году стал почетным доктором богословского факультета Гёттингенского университета. Из-за критического отношения к политическому режиму ГДР был арестован в 1953 году, но после трехмесячного пребывания в тюрьме был выпущен. В 1958 году он вместе с семьёй иммигрировал в ФРГ и обосновался в Мюнстере. Его богатейшая библиотека, состоящая из 8 тысяч томов, была конфискована в пользу университета.
В 1959 году К. Аланд становится профессором Вестфальского университета имени Вильгельма в Мюнстере. Здесь он основал Институт новозаветной текстологии в 1959 году и руководил им до выхода на пенсию в 1983 году. Деятельность Аланда в институте получила всемирную известность в связи с изданием (совместно с Эрвином Нестле) критического греческого текста Нового Завета, учитывающего большинство сохранившихся новозаветных папирусов и рукописей. Это издание известно под именем «Греческий Новый Завет в редакции Нестле-Аланда» (Novum Testamentum Graece Nestle — Aland), оно выдержало многочисленные переиздания (последнее, 28-е издание вышло в 2012 году). Кроме этого, Аланд издавал и другие труды по новозаветной текстологии.
Помимо исследований в области текстологии Нового Завета, Аланд широко известен как церковный историк, изучавший как раннее христианство, так и историю Реформации.
Член Нидерландской академии наук (1976), членкор Британской академии (1969). Также Аланд стал почётным доктором богословского факультета Гёттингенского университета (1950) и Сент-Эндрюсского университета (Шотландия, 1957).